# Washington Poyet
Washington Augusto Poyet Carreras (Montevideo, 12 de enero de 1939 - Montevideo, 16 de junio de 2007) fue un baloncestista uruguayo, capitán de la selección de baloncesto de Uruguay.

## Trayectoria
Nació en 1939 en el barrio Parque Batlle de Montevideo. Fue conocido con el apodo de «Indio». Inició su carrera deportiva en el Club Atlético Tabaré, equipo con el que obtuvo cinco títulos federales: 1960, 1961, 1962, 1964 y 1968. En 1973 obtuvo el Torneo Federal con Peñarol.
Con la selección uruguaya, en la que llegó a ser capitán, debutó con 19 años en el sudamericano de 1958 en Santiago de Chile, donde Uruguay salió vicecampeón con la dirección de Ramón Etchamendi. También disputó el sudamericano de 1960 en Córdoba, el sudamericano de 1963 en Perú (donde fue goleador con 102 puntos), el sudamericano de 1968 en Paraguay, el sudamericano de 1969 en Montevideo, donde fue campeón con la dirección de Jorge Bassaizteguy, y los Juegos Panamericanos de 1963 en São Paulo.
Jugó los campeonatos mundiales de 1959 en Santiago y 1967 en Uruguay y en los Juegos Olímpicos de Roma 1960 y Tokio 1964.
Era el padre del futbolista Gustavo Poyet, de Marcelo, además el abuelo del también futbolista Diego Poyet.

## Títulos

### Torneos federales de Uruguay
| Club    | Edición |
| ------- | ------- |
| Tabaré  | 1960    |
| Tabaré  | 1961    |
| Tabaré  | 1962    |
| Tabaré  | 1964    |
| Tabaré  | 1968    |
| Peñarol | 1973    |

### Sudamericanos de selecciones
| Selección            | Sede    | Edición |
| -------------------- | ------- | ------- |
| Selección de Uruguay | Uruguay | 1969    |